# Roumegueria goudotii
Roumegueria goudotii är en svampart som först beskrevs av Joseph-Henri Léveillé, och fick sitt nu gällande namn av Sacc. ex Clem. & Shear 1931. Roumegueria goudotii ingår i släktet Roumegueria, klassen Dothideomycetes, divisionen sporsäcksvampar och riket svampar.   Inga underarter finns listade i Catalogue of Life.